# The Visitor
The Visitor — третій студійний альбом англійської групи Arena, який був випущений у 1998 році.

## Композиції
1. A Crack in the Ice – 7:25
2. Pins and Needles – 2:46
3. Double Vision – 4:25
4. Elea – 2:36
5. The Hanging Tree – 7:10
6. A State of Grace – 3:26
7. Blood Red Room – 1:48
8. In the Blink of an Eye – 5:29
9. (Don't Forget To) Breathe – 3:40
10. Serenity – 2:10
11. Tears in the Rain – 5:44
12. Enemy Without – 5:05
13. Running from Damascus" – 3:45
14. The Visitor – 6:14

## Склад
- Клайв Нолан - клавіші
- Мік Пойнтер - барабани
- Пол Райтсон - вокал
- Джон Мітчелл - гітара
- Джон Джовітт - басс